# Guillaume d'Arques
Guillaume d'Arques ou Guillaume de Talou, né avant 1026 et mort après 1054, est l'oncle de Guillaume le Bâtard contre lequel il s'est révolté. Après l'échec de la rébellion, il quitte le duché de Normandie.

## Biographie
Fils du duc Richard II, il est donc l'oncle de Guillaume le Bâtard, le futur Conquérant. Profitant de la minorité de ce dernier, il dirige le duché avec d'autres Richardides : son frère Mauger de Rouen et ses cousins Raoul de Gacé et Richard d'Évreux.
Vers 1037, mais plus probablement au début des années 1040, il reçoit du jeune duc de Normandie le comté de Talou (augmenté d'Arques) dans le nord-est du duché. Selon le chroniqueur Guillaume de Poitiers, il est le constructeur du château d'Arques. Une fois majeur, le duc reprend en main son État. Méfiant vis-à-vis de son oncle, il installe une garnison ducale dans le château d'Arques mais peu de temps après, les défenseurs ouvrent la forteresse à Guillaume d'Arques. Toujours selon Guillaume de Poitiers, le comte y prépare une révolte. Les raisons de cette hostilité ne sont pas évidentes : Orderic Vital explique que le comte d'Arques et son frère Mauger reprochent au jeune duc sa bâtardise, tandis que l'historien Pierre Bauduin propose l'hypothèse d'une « divergence de fond sur la politique menée par le duc depuis 1049 ».
La révolte éclate au milieu de l'année 1053. Guillaume le Bâtard, en suivant la voie romaine qui passe par Bayeux puis longe le littoral et se dirige vers Caudebec, se précipite à Arques, où est réfugié le rebelle. Puis il laisse la conduite du siège à un fidèle, Gautier Ier Giffard et compte sur la faim pour réduire le château. Cette révolte est d'autant plus inquiétante pour le duc que Guillaume d'Arques reçoit le soutien de plusieurs seigneurs locaux, et surtout du roi de France Henri Ier qui se réconcilie avec Geoffroy Martel, comte d'Anjou et passe avec lui un traité d'alliance en bonne et due forme le 15 octobre 1052, et du comte de Ponthieu Enguerrand II qui s'engage à leurs côtés et participe à la campagne menée à l'initiative du roi pour lever le blocus d'Arques. Le premier cherche à affaiblir le duc de Normandie tandis que le troisième est le beau-frère du rebelle. L'ampleur du danger explique peut-être la « damnatio memoriae » dont fait l'objet le comte d'Arques dans les récits des chroniqueurs normands.
Mais Henri et Enguerrand échouent à libérer le château de son blocus. Le comte de Ponthieu trouve même la mort en octobre 1053 dans un combat à quelques kilomètres, près de Saint-Aubin-sur-Scie. Pressé par la faim, Guillaume d'Arques se résigne à la reddition du château au début de l'année 1054. Le duc lui pardonne, lui offre même quelques terres normandes en échange de l'abandon de son comté, mais le vaincu refuse. Il préfère s'exiler et se réfugier auprès d'Eustache, comte de Boulogne.
Le comté d'Arques/Talou disparaît ensuite. Guillaume d'Arques, dépossédé de ses biens en 1057 par le duc Guillaume de Normandie, est donc le premier et l'unique comte de ce territoire.

## Famille et descendance
Guillaume d'Arques est le fils de Richard II de Normandie et de Papie (ou Papia), une concubine à la manière danoise.
Il a pour frère : Mauger, archevêque de Rouen, et pour demi-frères : Richard III de Normandie et Robert Ier de Normandie.
Il épouse Béatrix de Ponthieu[réf. nécessaire], une fille du comte Hugues II de Ponthieu. De ce mariage naissent :
- Gautier ;
- Mahilde, mariée à Guillaume Ier de Tancarville, chambellan.